# Humor escatológico
Humor escatológico (compare escatologia [ coprologia ]) é um tipo de humor vulgar que lida com defecação, diarréia, constipação, micção e flatulência e, em menor grau, vômito e outras funções corporais. Ele está também substancialmente relacionado com o humor sexual.
O humor escatológico é comumente um interesse de crianças e jovens adolescentes, para quem os tabus culturais relacionados ao reconhecimento da excreção de resíduos ainda têm um certo grau de novidade. O humor vem da rejeição de tais tabus e faz parte da cultura moderna.